# صفية زغلول
صفية مصطفى فهمي (1878 - 12 يناير 1946) ابنة مصطفى فهمي باشا وهو من أوائل رؤساء وزراء مصر منذ عرف البلد نظام الوزارة في أواخر القرن التاسع عشر.
وزوجة سعد زغلول. لقبت باسم «صفية زغلول» نسبة إلى اسم زوجها كذلك بلقب «أم المصريين» إثر مشاركتها في المظاهرات النسائية إبّان ثورة 1919، كان لها دور بارز في الحياة السياسية المصرية ولدت لعائلة ارستقراطية فوالدها هو مصطفى فهمي باشا، التركي الأصل، والذي يعد من أوائل رؤساء وزراء مصر منذ عرف نظام الوزراة بمصر في أوائل القرن التاسع عشر.
«صفية زغلول» أطلق عليها الجميع لقب «أم المصريين» وذلك لعطائها المتدفق من أجل قضية الوطن العربي والمصري خاصةً، حيث خرجت على رأس المظاهرات النسائية من أجل المطالبة بالاستقلال خلال ثورة 1919. وقد حملت لواء الثورة عقب نفي زوجها الزعيم سعد زغلول إلى جزيرة سيشل، وساهمت بشكل مباشر وفعّال في تحرير المرأة المصرية.

## لقبها
هي حرم الزعيم المناضل سعد زغلول قائد ثورة 1919 بمصر. وحينما تزوجته لم يكن سوى قاضيًا مصريًا ولكن عندما دخل المعترك السياسي ساعدته ووفقت بجانبه في الشدائد ولقبت بصفية زغلول نسبة إلى زوجها سعد زغلول. لقبت أيضًا بأم المصريين بسبب دفاعها المستميت عن القضية العريية بشكل عام والقضية المصرية بشكل خاص وأُطلق عليها هذا اللقب عندما ألقت السكريترة الخاصة بها بيان على المتظاهرين حينها هتف أحد المتظاهرين بأم المصريين ومنذ ذلك الحين وهي تلقب بأم المصريين. نصَّ هذا البيان على «إن كانت السلطة الإنجليزية الغاشمة قد اعتقلت سعدًا ولسان سعد فإن قرينته شريكة حياته السيدة صفية زغلول تُشهد الله والوطن على أن تضع نفسها في نفس المكان الذي وضع زوجها العظيم نفسه فيه من التضحية والجهاد من أجل الوطن، وأن السيدة صفية في هذا الموقع تعتبر نفسها أماً لكل أولئك الأبناء الذين خرجوا يواجهون الرصاص من أجل الحرية».

## دفاعها عن القضية المصرية
خرجت صفية زغلول في صفوف النساء المتظاهرات المنددات بالاحتلال الإنجليزي والمطالبة بحصول مصر على الإستقلالها من قبضة الإنجليز. وعندما نُفي سعد زغلول إلى جزيرة سيشل طالبت المندوب البريطاني بالانضمام إلى زوجها في المنفى إلا أن المندوب رفض ذلك، ولكن بعد حملها لواء الثورة بعد نفي زوجها فكر المندوب البريطاني في الأمر ووجد أن خطورة صفية زغلول مماثلة لخطورة زوجها لذلك غيّر رأيه وقرر الموافقة على نفيها مع زوجها ولكن صفية هي الأخرى قامت بتغيير رأيها عندما شعرت أن واجبها تجاه وطنها أكبر وأعظم من واجبها تجاه زوجها وأن وطنها يحتاج إليها أكثر.كانت صفية تخرج في المظاهرات وتلقي خطابات تُشغل الحماس في نفوس المصريين وتدفعهم على المضي قدمًا. وكان لها أثر كبير في ظهور الشعارات والتنديدات حتى أن أول الشهداء في تلك المظاهرات كانت من النساء مما أشعل الغضب في النفوس.
دورها في خلع النقاب عن بناب مصر وفي عام 1921 قامت صفية بخلع حجابها لحظة وصولها إلى الإسكندرية مع زوجها سعد زغلول حيث كانت مُثقفة ثقافة فرنسية وكانت هي أول زوجة لزعيم سياسي عربي تظهر مع في المحافل العامة والصور دون نقاب فقد أعطها سعد الحرية الكاملة لثقته التامة بها.

## بيت الأمة
هو مسكن زعيم الأمة سعد زغلول وزوجته صفية زغلول شيده في حي هادئ حي«الإنشاء» على الطراز الفرنسي. وقد شرع سعد زغلول ببناء البيت في منتصف عام 1901 واستكمله في أوائل العام التالي، ثم انتقل إليه يوم الخميس 24 أبريل عام 1902. قد كتب الزعيم الوطني في مذكراته أن إجمالي ما أنفقه عليه 4296 جنيها و460 مليما، هي تكاليف تزيد عن ثمن عشرين فدانا زراعيا في ذلك الوقت. لم يكن بيت الأمة مجرد بيتًا عادياً لا بل هو البيت الذي رفع من خلاله أعلام الهلال والصليب ضد المستعمر البريطاني فهو تجسيد لروح الوطنية. فبيت الأمة الذي تربّى فيه الكثير من المناضلين والمفكرين السياسيين والكُتّاب أمثال “علي أمين” و”مصطفى أمين”، وهو بيت السيدة صفية والزعيم سعد زغلول وكانت“صفيه بمثابة الأم والمعلم لـعلي أمين” وأخيه“مصطفى أمين اللذان تربيا تحت رعايتها في بيت خال والدتهما “سعد زغلول”، فاعتبرته الأمة كلها في ذلك الوقت ملتقى ومنارة للثقافة والوعي والنضال.

## رأيها عندما تولّى سعد الوزارة
وفي عام 1924 عندما تولّى سعد زغلول رئاسة الوزراء وتوالت الوفود إلى بيت الأمة لتهنئة زوجته على الوزارة الجديدة قالت صفية لهم: “يجب أن تقدموا لي العزاء وليس التهنئة، أن سعد زغلول هو زعيم الأمة وهو الآن في مكان أقل بكثير، فما قيمة رئاسة الحكومة مقابل زعامة الأمة؟” وعندما استقال سعد زغلول” من رئاسة الوزارة استقبلته صفية زغلول مبتهجة قائلة، “هذا أسعد يوم في حياتي، مهمتنا الكفاح وليست تولي المناصب”.

## بعد رحيل سعد زغلول
بعد رحيل “سعد زغلول” في 23 أغسطس عام 1927، عاشت زوجته “صفية” عشرين عامًا لم تتخل فيها عن نشاطها الوطني لدرجة أن رئيس الوزراء وقتها “إسماعيل صدقي” وجه لها إنذارا بأن تتوقف عن العمل السياسي إلا أنها لم تتوقف عن العمل الوطني وكأن شيء لم يكن.

## خلع النقاب
كان خلعها للنقاب لحظة وصولها الإسكندرية وظهورها من دونه في المحافل العامة والصور هو المرحلة الأولى لخلع النقاب عن فتيات مصر حيث طلب سعد من بعض النساء اللاتي حضرن خطابه أن يقمن بخلع النقاب وهو الذي شجع نور الهدى سلطان الشعراوي والملقبه بهدى شعراوي التي كوّنت الاتحاد النسائي أن تخلع النقاب ومن ورائها العديد من النساء.

## وفاتها
توفيت في 12 يناير 1946، وكتبت وصيتها قبل ذلك بأيام توصي فيها بتركتها إلى خدمها.